# Zdzisława Janowska

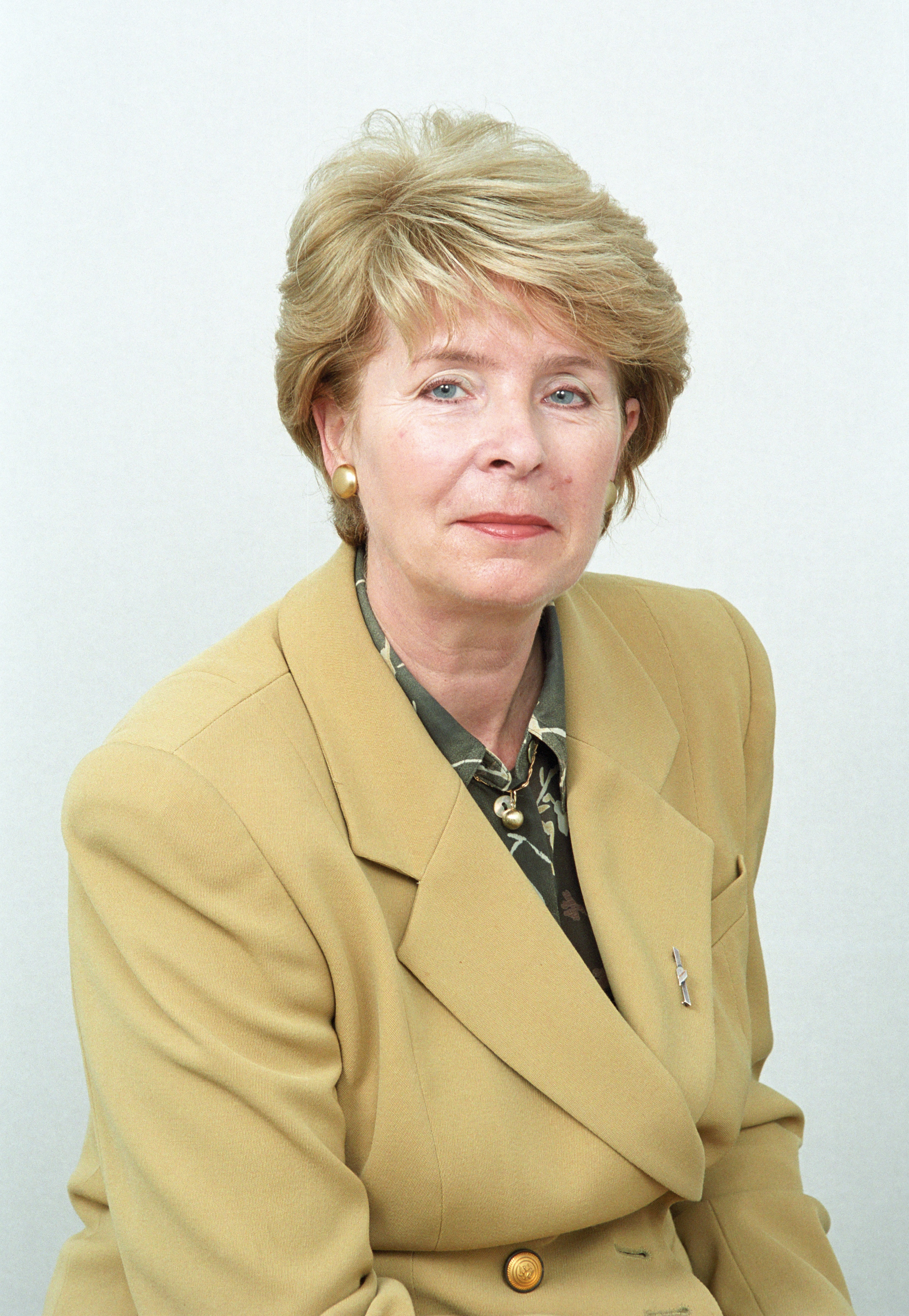
Zdzisława Janowska, 2001

Zdzisława Janowska (geborene Chłodzińska; * 16. Dezember 1940 in Łódź) ist eine polnische Politikerin (UP, SdPl, SLD) und Dozentin. Sie gehörte von 1993 bis 1997 und von 2001 bis 2005 dem Senat der Republik Polen und von 2007 bis 2011 dem Sejm in dessen VI. Wahlperiode an.

## Leben und Beruf
Ihr Studium beendete Janowska an der Fakultät für Wirtschafts- und Sozialwissenschaften der Universität Łódź. Seit 1965 ist sie Dozentin für Verwaltungslehre an der Universität Łódź. 1972 promovierte sie in Wirtschaftswissenschaften und 1986 habilitierte sie sich. 1990 wurde sie außerordentliche Professorin und seit 1997 leitet sie die Abteilung für Personalmanagement an der Universität Łódź. Am 13. März 2002 wurde sie durch Präsident Aleksander Kwaśniewski zur ordentlichen Professorin ernannt.
Sie ist Autorin und Mitautorin mehrerer Monographien und von mehr als 150 wissenschaftlichen Artikeln. Als Expertin und Beraterin für Wirtschaftspolitik in den Bereichen Umstrukturierung, Privatisierung, Kampf gegen Arbeitslosigkeit und Personalverwaltung arbeitet sie regelmäßig mit den Instituten für Arbeit in Oslo und Stockholm, den Universitäten Örebro in Schweden und Maryland in den USA sowie mit der Friedrich-Ebert-Stiftung in Polen zusammen. Sie ist Gründerin und Vorsitzende der Internationalen Frauenstiftung in Łódź, die sich zur Aufgabe gesetzt hat, gleiche Chancen für Frauen auf dem Arbeitsmarkt zu erreichen.

## Politik
In den Jahren 1990 bis 1994 war Janowska Stadträtin für das Bürgerkomitee Solidarność in Łódź.
Von 1993 bis 1997 saß sie für die Unia Pracy (UP) im Senat der III. Wahlperiode und war in diesem Zusammenhang Stellvertretende Vorsitzende der Parlamentarischen Frauengruppe und vertrat den Senat in den Sitzungen der Interparlamentarischen Union. Sie war Stellvertretende Vorsitzende der Kommission für den Öffentlichen Dienst. 2001 wurde sie in der V. Wahlperiode erneut in den Senat gewählt. 2004 verließ sie die Unia Pracy und trat dem Gründungskomitee der Socjaldemokracja Polska (SdPl) bei, wobei sie die Funktion einer Wojwodschaftsbevollmächtigten der SdPl innehatte. Bei den Parlamentswahl 2005 kandidierte sie für ein Abgeordnetenmandat im Sejm. Die SdPl war jedoch mit nur 3,9 % der Stimmen an der 5-%-Hürde gescheitert.
In den Jahren 2006 bis 2007 war sie Abgeordnete der SdPl (gewählt auf der Liste des Wahlbündnisses Lewica i Demokraci (LiD)) im Sejmik der Woiwodschaft Łódź. Bei den Parlamentswahlen 2007 wurde sie für den Wahlkreis Łódź mit 5430 Stimmen über die Liste der LiD in den Sejm gewählt. Sie war Mitglied der Sejm-Kommissionen für Gesellschaftspolitik sowie Gesundheit. Seit dem 22. April 2008 war sie Mitglied der neu gegründeten Fraktion SdPL-Nowa Lewica. Bei den Selbstverwaltungswahlen 2010 bewarb sie sich als SdPl-Kandidatin um das Amt der Stadtpräsidentin von Łódź, verpasste mit 5,7 % jedoch den Sprung in die Stichwahl. Im April 2011 trat sie zur Sojusz Lewicy Demokratycznej (SLD) über. Bei der Parlamentswahl 2011 wurde sie nicht wiedergewählt.

## Ehrungen
- Ritterkreuz  des Ordens Polonia Restituta[6]